# Ketamin – Hinter dem Licht
Ketamin – Hinter dem Licht ist ein deutscher Kurzfilm von Carsten Aschmann aus dem Jahr 2009. In Deutschland feierte der Film am 2. Mai 2009 bei den Internationalen Kurzfilmtagen in Oberhausen Premiere.

## Handlung
Im Film wird eine Reise dargestellt. Sie startet in den Österreichischen Alpen und führt immer wieder durch Tunnel bis zum Gardasee und schließlich nach Venedig (Italien). Die Reise wird durch Montage von Bildern, Tondokumenten, Musik und Zitaten dargestellt.

## Kritiken
„Wenn die Schatten des Kinos uns zu einer Reise hinter das Licht einladen, hallen Akkorde, Schönheit, Kunst und wahrscheinlich Tod durch die Abstraktion der Filmform, wie in ‚Ketamin – Hinter dem Licht‘.“

## Auszeichnungen
Internationale Kurzfilmtage Oberhausen 2009
- Hauptpreis